# Chipurana (distrito)
Chipurana é um distrito do Peru, departamento de San Martín, localizada na província de San Martín.

## Transporte
O distrito de Chipurana é servido pela seguinte rodovia:
- SM-106, que liga o distrito de Juan Guerra à cidade de El Porvenir [1][2][3]